# خطوط نورث ويست الجوية الرحلة 85
خطوط نورث ويست الجوية الرحلة 85 طائرة بوينغ 747-451 تابعة لخطوط نورث ويست الجوية (رقم التسجيل:N661US) كانت تحمل علي متنها 386 راكبا و18 من أفراد الطاقم في رحلة طيران من ديترويت إلي طوكيو في 9 أكتوبر 2002 بقيادة الكابتن الرئيسي جون فرانسيس هانسون البالغ من العمر 54 عاما والمساعد الأول الرئيسي ديفيد فينسنت سميث البالغ من العمر 43 عاما والكابتن الثانوي فرانك أنتوني غايب البالغ من العمر 49 عاما والمساعد الأول الثانوي ويليام مايكل فاجان البالغ من العمر 57 عاما.

## طاقم قمرة القيادة

### الطاقم الرئيسي
- الكابتن جون فرانسيس هانسون البالغ من العمر 54 عاما (ولد في 29 أكتوبر 1947 بمدينة ماديسون) كان طيارا لخطوط نورث سنترال الجوية لمدة 12 عاما وطيارا للخطوط الجوية الجمهورية لمدة 7 سنوات وشهرين و29 يوما وطيارا لخطوط نورث ويست الجوية لمدة 16 عاما و9 أيام وكان أيضا مدرب طيران للشركة وحصلت الحادثة قبل 20 يوما علي يوم عيد ميلاده الخمسة والخمسون عاما.
- المساعد أول ديفيد فينسنت سميث البالغ من العمر 43 عاما (ولد في 2 فبراير 1959 بمدينة بلفيل) كان طيارا لطائرات إف-4 فانتوم الثانية التابعة لحرس إنديانا الوطني الجوي لمدة 8 سنوات وطيارا لخطوط نورث ويست الجوية لمدة 17 عاما.

### الطاقم الثانوي
- الكابتن فرانك أنتوني غايب البالغ من العمر 49 عاما (ولد في 9 مارس 1953 بمدينة كالامازو) كان طيار خاص لمدة 8 سنوات وطيارا لخطوط نورث ويست الجوية لمدة 20 عاما.
- المساعد أول ويليام مايكل فاجان البالغ من العمر 57 عاما (ولد في 22 نوفمبر 1944 بمدينة سياتل وينادي أيضا باسم مايك فاجان) كان طيارا لطائرات بي-52 ستراتوفورتريس ولوكهيد سي-130 هيركوليز للقوات الجوية الأمريكية لمدة 15 عاما وقد شارك في حرب فيتنام من عام 1962 حتي 1975 وكان طيار خاص لمدة 12 عاما وطيارا لخطوط نورث ويست الجوية لمدة 10 سنوات.

## الحادثة
كان الطاقم الرئيسي يأخذ أستراحة لمدة 8 ساعات للنوم قبل تولي الهبوط في مطار ناريتا الدولي بينما يتولي الطاقم الثانوي التحكم بالطائرة وفجأة أنحرف الدفة السفلية للطائرة 17 درجة يسارآ وعلقت هناك وعرف الطاقم الثانوي بالعطل وتحكم الكابتن فرانك غايب بالطائرة باستخدام الجنيحات والدفة العلوي وبسبب تصميم بوينغ 747-400 هناك دفة علوية وسفلية وأستعاد الكابتن فرانك غايب وأستدعوا الطاقم الرئيسي وحاولوا الهبوط في مطار ناريتا الدولي ولكنه كان يبعد 6 ساعات فقرروا الهبوط في مطار تيد ستيفنز أنكوراج الدولي وكان يبعد ساعتين ولكن لم يستطيعوا الأتصال مع مراقبي الحركة الجوية فأتصلوا بخطوط نورث ويست الجوية الرحلة 19 لإعلان حالة الطوارئ لمراقبي الحركة الجوية لمطار تيد ستيفنز أنكوراج الدولي ونجحوا في ذلك ورجع الطاقم الرئيسي لقمرة القيادة وأخذ المساعد مايك فاجان لتبادل الأدوار بين الكابتن فرانك غايب والكابتن جون هانسون وقرر الكابتن فرانك غايب إخبار الركاب الثلاثمائة والستة والثمانون شخصا والمضيفات الأربعة عشر بحالة الطوارئ وأتصلوا بمركز عمليات النظام في ولاية مينيسوتا براديو رقمي عالي ذي إشارة ضعيفة وقرر الطيارون الأتصال بطيار خطوط نورث ويست الجوية جون ويليام دوهيرتي البالغ من العمر 42 عاما (ولد في 16 نوفمبر 1959 بمدينة غولد هيل) في سانت بول وهو طيار خبير للشركة لمدة 22 عاما ومدرب طيران للشركة وهو أيضا صديق للطيار جون هانسون وحاول جون دوهيرتي إيجاد طريقة للهبوط بالطائرة بسلام وتكلموا مع مراقبي الحركة الجوية بأنكوريج وقرروا الهبوط المدرج 7R للمطار ويبلغ طوله 25 ميل (3,780 متر/3 كم و780 متر) وإنخفضوا لارتقاع 14 ألف قدم (4,200 متر/4 كم و200 متر) وقدم جون دوهيرتي اقتراحا للطاقم بزيادة سرعة الطائرة 20 عقدة (37 كم/س) وزودوا سرعة المحركات اليسري للطائرة وخفضوا سرعة المحركات اليمني للطائرة وأستعد طاقم الطوارئ في المطار للأسوء وقدم جون دوهيرتي نصيحة بإن الدفة مرتبطة بعدة الهبوط الأمامية وعند الهبوط يشغل الدفة عجلة الهبوط الأمامية وكان عليهم الانتباه من ذلك وهذه النصيحة الصغيرة فيما بعد كانت السبب الرئيسي وراء نجاة الجميع علي متن الطائرة وصرخت المضيفات علي الركاب بالقيام بوضعية الطوارئ عند تحطم الطائرة وهبطت الطائرة هبوطا صعبا علي المدرج 7R لمطار تيد ستيفنز أنكوراج الدولي وتوقفت الطائرة علي المدرج ونجا جميع الركاب والطاقم البالغ عددهم 404 أشخاص بدون خدش بعد إخلاء الطائرة.